# هیروگلیف‌های بالگرد

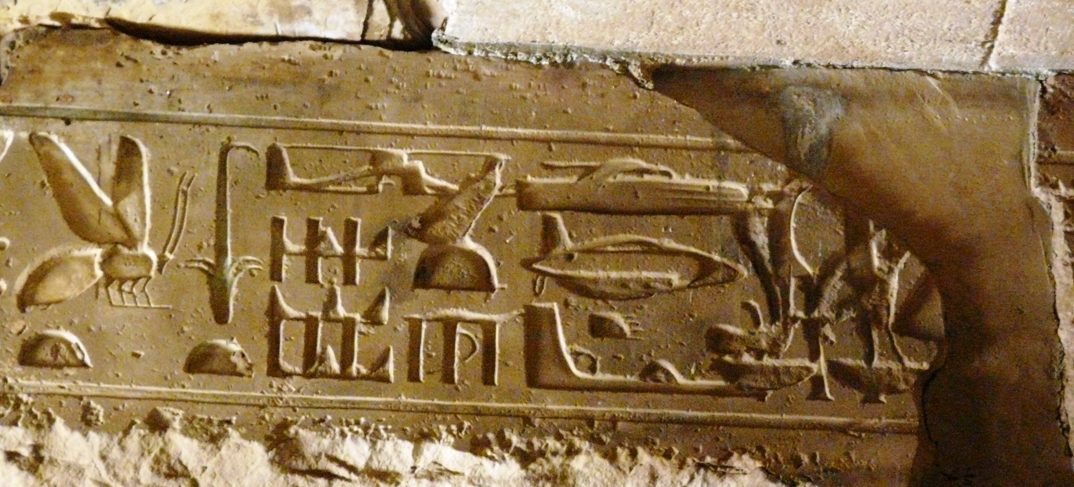
هیروگلیفی که در معبد ستی یکم یافت شده و وسایل نقلیه امروزین را تداعی می‌کند.

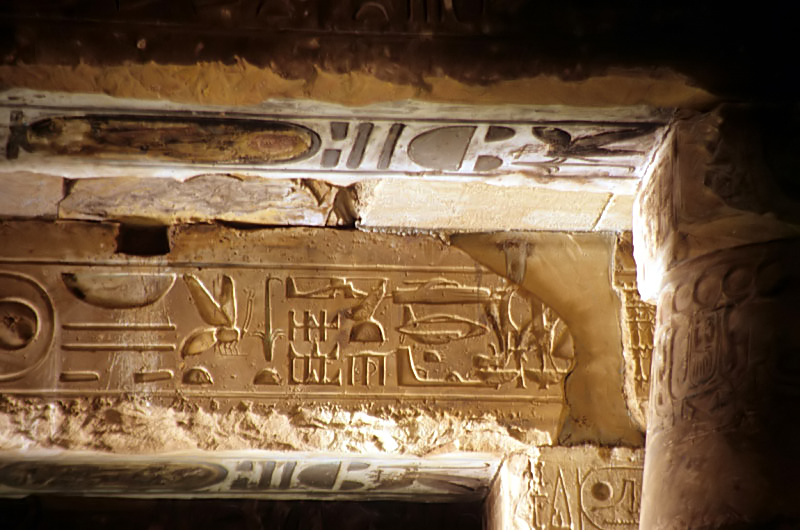
نمایی دیگر از این سنگ‌نبشته

هیروگلیف‌های بالگرد (به انگلیسی: Helicopter hieroglyphs)، یا هیروگلیف‌های ابیدوس، نامی است که به سنگ‌نبشته‌ای داده‌اند که در معبد ستی یکم در ابیدوس کشور مصر یافت شده‌است. به نظر می‌رسد که در این سنگ‌نبشته، طرح‌هایی از بالگرد و دیگر وسایل نقلیهٔ امروزی به تصویر کشیده شده‌است. مصرشناسان این باور را رد می‌کنند و این پاریدولیا را زاییدهٔ دستکاری و پاک کردن جزئیات کلیدی از سنگ‌نبشتهٔ اصلی می‌دانند. این سنگ‌نبشته در ابتدا در دورهٔ ستی اول ساخته شد و سپس در دوره‌های بعدی از جمله رامسس دوم دوباره مورد استفاده قرار گرفته‌است و در این دوره کتیبه‌های دیگری نیز بر روی آن قرار گرفته که باعث حذف و تغییر برخی از جزئیات کتیبه شده و طرح فعلی بر جای مانده‌است.

## معنا
این سنگ‌نبشته پیش از تغییر به بیان نام نبطی و نام شاهی ستی یکم پرداخته:
| G16 | F25 | F31 | S29 | w | S42 | T16 | d · r · D40 | T10 · t · Z2 · Z2 · Z2 | nswt&bity | nb · N17 · N17 · N21 · N21 |

| G16 | F25 | F31 | S29 | w | S42 | T16 | d · r · D40 | T10 · t · Z2 · Z2 · Z2 | nswt&bity | nb · N17 · N17 · N21 · N21 |

| N5 | mn | C10 |

| N5 | mn | C10 |

| N5 | mn | C10 |

| N5 | mn | C10 |

سپس بخش‌هایی از آن را با گچ پوشانده‌اند و نام نبطی و نام تاجگذاری رامسس دوم که فرزند ستی یکم بود را به جای آن نوشته‌اند:
| G16 | Aa15 · a · k · I6 · t · O49 | G45 · f · V1 | D40 · N25 · N25 · N25 | nswt&bity | nb · N17 · N17 · N21 · N21 |

| G16 | Aa15 · a · k · I6 · t · O49 | G45 · f · V1 | D40 · N25 · N25 · N25 | nswt&bity | nb · N17 · N17 · N21 · N21 |

| N5 | F12 | C10 | U21 · N5 · n |

| N5 | F12 | C10 | U21 · N5 · n |

| N5 | F12 | C10 | U21 · N5 · n |

| N5 | F12 | C10 | U21 · N5 · n |